# The Cascades (Wasserfall)
The Cascades sind ein Wasserfall in der Region Auckland auf der Nordinsel Neuseelands. In den Waitākere Ranges liegt er im Lauf des Cascade Stream, der einige Kilometer weiter nördlich in den Waitākere River übergeht. Seine Fallhöhe beträgt rund 20 Meter.
Am Ende der Falls Road, einem südlichen Abzweig der Henga Road von den westlichen Vororten Aucklands nach Te Henga (Bethells Beach) führt ein Wanderweg in rund 30 Minuten zum Wasserfall. Seit Anfang Mai 2018 ist dieser Zugang zur Vermeidung der Ausbreitung einer durch Eipilze der Gattung Phytophthora hervorgerufenen Mykose gesperrt, die eine Wurzelfäule beim Neuseeländischen Kauri-Baum verursacht.